# 幸田もも子
幸田 もも子（こうだ ももこ、1984年9月24日 - ）は、日本の漫画家。東京都出身。血液型A型。2002年に『たまごやき』でデビュー。

## 略歴
- ひとりっこに生まれ、幼少時よりピアノを習い、息抜きとして絵をかいていた。学校で友達に見せたところ、好評だったため漫画を描き始めたが、父親に「漫画を一生仕事にするならいいが、今は勉強する時間だ」と言われたことで実際に描き上げ[要出典]、『別冊マーガレット』に投稿し入選。
- 2002年 - 『別冊マーガレット』8月号に「たまごやき」が掲載されデビュー。
- 2010年 - 『ヒロイン失格』をヒットさせる。
- 2013年 - 『センセイ君主』をヒットさせる。
- 2018年 - 現在はフルデジタル作画[3]。

## 作品リスト

### 単行本
全て集英社、マーガレットコミックスから刊行されている。
- そんでむらさきどーなった?（2006年12月25日発売[4]、ISBN 4-08-846127-4）
  - 純潔ヴァイオレット
  - そんでむらさきどーなった?（『デラックスマーガレット』2006年9月号）
  - どこへ行ったの? あのバカは（『ザ マーガレット』2005年12月号）
  - 初恋日和（『別冊マーガレット』2006年8月1日増刊号『ラブ★コン スペシャル』）
  - おまけのぺえじ!
  - そんであのバカどーなった?
- 誰がスッピン見せるかよ（2007年7月25日発売[5]、ISBN 978-4-08-846196-0）
  - 誰がスッピン見せるかよ（『デラックスマーガレット』2007年5月号）
  - スーパープリンスメン（『ザ マーガレット』2007年2月号）
  - 魔女とラッキーボーイ（『別冊マーガレット』2006年3月号）
  - とってもかわいいあなたへ。（『ザ マーガレット』2006年2月号）
  - アム アム ラバー（『デラックスマーガレット』2005年9月号）
- 姐さんカウントダウン!（2008年1月25日発売[6]、ISBN 978-4-08-846260-8）
  - 姐さんカウントダウン!
  - 素直になれないアルビレオ（『ザ マーガレット』2007年12月号）
  - 夕空沿線
  - ごめん。
  - たまごやき（『別冊マーガレット』2002年8月号、デビュー作）
- 姐さんカウントダウン! 〜恋愛抗争編〜（2008年8月25日発売[7]、ISBN 978-4-08-846327-8、全1巻）
  - 姐さんカウントダウン!〜バレンタインに血の雨ふらすゼ〜
  - 姐さんカウントダウン!〜かわしてみせるぜ　愛の契り〜
  - 姐さんカウントダウン!〜おニャン娘の横恋慕〜
- よってけ!音子村（2009年1月23日発売[8]、『別冊マーガレット』2008年9月号 - 12月号、ISBN 978-4-08-846378-0、全1巻）
  - 黒田武蔵 12さい、男の誇り（描きおろし）
  - かまってほしいだけなのさ（描きおろし）
- ヒロイン失格（2010年 - 2013年、全10巻）
- センセイ君主（2013年 - 2017年、全13巻）
- あたしの![注 1]（『別冊マーガレット』2017年10月号[9] - 2018年12月号[10]、2019年1月号（番外編）[11]、全4巻）
- 君がトクベツ[注 2]（『別冊マーガレット』2019年4月号[12] - 2025年2月号[13]、全11巻）

### 文庫本
- 幸田もも子 恋愛女子短編集[14]（2015年9月18日発売[15]、ISBN 978-4-08-619567-6）
  - 誰がスッピン見せるかよ（『デラックスマーガレット』2007年5月号）
  - 魔女とラッキーボーイ（『別冊マーガレット』2006年3月号）
  - スーパープリンスメン（『ザ マーガレット』2007年2月号）
  - アム アム ラバー（『デラックスマーガレット』2005年9月号）
  - どこへ行ったの? あのバカは（『ザ マーガレット』2005年12月号）
  - とってもかわいいあなたへ。（『ザ マーガレット』2006年2月号）
  - 素直になれないアルビレオ（『ザ マーガレット』2007年12月号）
  - たまごやき（『別冊マーガレット』2002年8月号、デビュー作）

### アンソロジー
- 東日本大震災チャリティー漫画本 PARTY! SORA[16][注 3]（2011年8月5日発売[17]、メディアパル、ISBN 978-4-89610-202-4）
  - ヒロイン失格〜はとりと中島が男だったら[18]（描きおろし）

### 単行本未収録作品
- ギャル男君主[注 4]（『別冊マーガレット』2013年12月号[19]、2014年2月号別冊ふろく『BETSUMA 50TH ANNIVERSARY SPECIAL TRIBUTE VOL.2』[20]）
- 帰ってきたギャル男君主[注 4][21]（『別冊マーガレットSister』2014年8月増刊夏号）
- あいつをコロしてうちもシヌ[22]（『別冊マーガレットSister』2017年3月増刊号 冬フェスVOL.3）
- 君に幸あれ[23]（原作：大橋和也、作画：幸田もも子、『別冊マーガレット』2022年8月号）

### その他
- koma'n 『今日を取り戻せ!』[24] （2016年1月20日発売[25]、よしもとアール・アンド・シー、初回盤CD+DVD：YRCN-90253、通常盤CD：YRCN-90254）
- 足立佳奈『私今あなたに恋をしています』[26]（共同作詞、イラスト等提供、2019年4月24日発売、SME Records）
- シェイクシャドウ[27]（2021年8月12日発売[28]、Fujiko×幸田もも子のコラボレーション（アイシャドー）。イラスト担当。）

## 関連人物
- 斉藤倫[29] - アシスタント経験先。